# FCM Poiana Câmpina
Der FCM Poiana Câmpina war ein rumänischer Fußballverein aus der im Kreis Prahova gelegenen Gemeinde Poiana Câmpina. Der mehrfach umbenannte Klub ist auch als FCM Câmpina bekannt, diesen Namen trug der 2008 aufgelöste Verein in den letzten zwei Jahren seines Bestehens.

## Geschichte
Der Klub gründete sich 1936 unter dem Namen Astra Poiana Câmpina, benannt nach einer lokalen Fabrik, die auch erster Sponsor war. 1950 erfolgte die Umbenennung in Flacăra Poiana Câmpina, unter diesem Namen trat der Klub 1952 nach dem Aufstieg in die zweitklassige Divizia B erstmals überregional in Erscheinung. In der folgenden Spielzeit trat der Klub kurzzeitig als Metalul Poiana Câmpina an und erreichte den dritten Tabellenplatz seiner Zweitligastaffel. Zwei Jahre später wieder zum alten Namen zurückgekehrt gelang mit der Vizemeisterschaft hi8nter Dinamo Bacău das beste Ergebnis der Vereinsgeschichte, drei Punkte fehlten zum Spitzenreiter und damit Aufstieg in die Divizia A. Zwischenzeitlich unter dem Namen Energia Poiana Câmpina antretend, nahm der Klub 1958 den Namen FCM Poiana Câmpina an. 1962 wurde das Ergebnis wiederholt, dieses Mal hatte CSMS Iași als Staffelsieger vier Punke Vorsprung.
Bis 1972 war FCM Poiana Câmpina in der zweithöchsten Spielklasse vertreten, ehe die Mannschaft als Tabellenvorletzte gemeinsam mit Schlusslicht Portul Constanța in die Drittklassigkeit gehen musste. 1978 gelang die Rückkehr in die Divizia B, wo sie sich drei Spielzeiten hielt. 1986/87 gelang die erneute Rückkehr, die jedoch mit dem letzten Tabellenplatz des Aufsteigers endete. Es gelang jedoch der direkte Wiederaufstieg und erneut hielt sich die Mannschaft drei Spielzeiten im Unterhaus.
1994 stieg FCM Poiana Câmpina nach drei Jahren Drittklassigkeit wieder in die Divizia B auf und etablierte sich in der Folge im mittleren Tabellenbereich seiner Zweitligastaffel. 2000 ging der Klub eine Kooperation mit Dinamo Bukarest ein und trat fortan als Dinamo Poiana Câmpina an, in diesem Zug kam unter anderem die späteren Auslandsprofis Vlad Munteanu, Cristian Pulhac und Ianis Zicu zum Klub. Wegen finanzieller Unregelmäßigkeiten wurden dem Klub in der folgenden Spielzeit sechs Punkte abgezogen, so dass sich die Mannschaft im Endklassement hinter dem punktgleichen Aufsteiger Dacia Unirea Brăila auf einem Abstiegsplatz einsortieren musste. Die Kooperation mit Dinamo Bukarest wurde in der Folge wieder gelöst, dennoch schaffte der wieder als FCM Poiana Câmpina antretende Klub den direkten Wiederaufstieg. Dem direkten Wiederabstieg folgte der erneute Aufstieg, der mit finanziellen Problemen kämpfende Klub konnte sich jedoch abermals nicht in der zweiten Liga halten. Nach dem Wiederaufstieg lief der Klub als FCM Câmpina auf.
Im Sommer 2008 kündigte der seinerzeitige Besitzer die Auflösung des FCM Câmpina an. Durch den Rückzug vom Spielbetrieb blieb der sportliche Absteiger Dunărea Galați in der zweiten Liga.